# Thoornpolder
De Thoornpolder was een polder en een waterschap in de gemeente Wissenkerke op Noord-Beveland, in de Nederlandse provincie Zeeland.
In 1697 kregen de ambachtsheren van Wissenkerke, Weel en Vliete het octrooi voor de bedijking van enkele schorren. In 1697 was de bedijking een feit. De polder werd door zijn ligging ten noorden van de toren van het oude Wissenkerke, Thoornpolder (of Torenpolder) genoemd. Tot 1775 was de polder zeewerend, maar door de oprichting van de Sophiapolder werd het een binnenpolder. Na het verloren gaan van de Sophiapolder in 1894 was het weer een zeewerende polder.
Wegens de hoge kosten van het onderhoud van de zeewering werd circa 1878 het verzoek gedaan om de polder calamiteus te laten verklaren. Dit verzoek werd niet gehonoreerd. Ook in 1954 werd een verzoek ter calamiteus-verklaring gedaan, maar weer ingetrokken, omdat vanwege de Watersnoodramp al extra gelden beschikbaar kwamen.
Sedert de oprichting van het afwateringswaterschap Willempolder c.a. in Noord-Beveland in 1870 was de polder hierbij aangesloten.